# Dvorní dáma

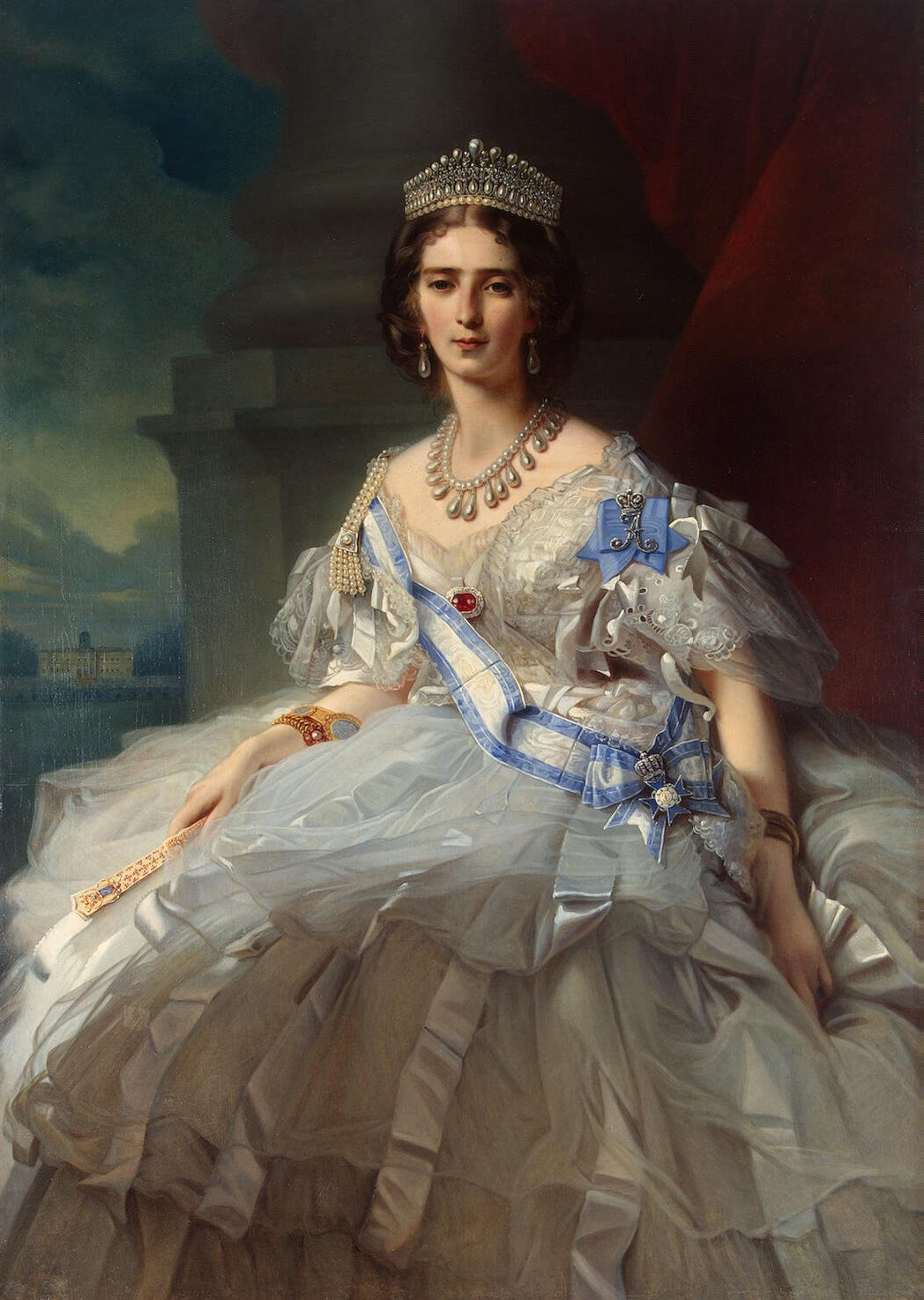
Kněžna Taťána Alexandrovna Jusupovová, dvorní dáma poslední ruské carevny, Alexandry Fjodorovny, na portrétu Franze Xavera Winterhaltera z roku 1858

Dvorní dáma (francouzsky Dame de compagnie, německy Hofdame, anglicky lady-in-waiting, španělsky dama de compañía, rusky Фрейлина) je označení zpravidla příslušnice aristokracie ve službách u královského dvora. Dvorní dámy měly na starost čestné služby a vykonávaly funkci doprovodu.
Za mužský ekvivalent dvorní dámy můžeme považovat stav rytíře a později například komorník nebo komoří.

## U dvora císařovny
Dvorní dámy vládnoucí císařovny byly relativně malou a uzavřenou skupinou stálých společnic, které panovnici obsluhovaly a doprovázely. Působily především ve Vídni, kde se nacházelo politické centrum habsburské monarchie, a jejím blízkém okolí, kam se císařovna mohla vydat na vyjížďku (Laxenburg, Favorita, Prater). Panovnici doprovázely téměř nepřetržitě, vystupovaly po jejím boku během bohoslužeb, oslav a zábav, audiencí, divadelních představení a dokonce i lovů. Pozice u dvora jim zajišťovala byt, jídlo, stravu a většinou i stálý plat. Dvůr nesměly opouštět ani na krátkou dobu, výjimkou byla svatba jiné dvorní dámy. Na delší dobu opouštěly dvůr zřídka, důvodem k odjezdu mohla být jejich nemoc nebo nemoc příbuzných. Dvorní dámy byly téměř výhradně mladé a svobodné slečny, které pocházely z předních aristokratických rodin. Jejich nadřízenou byla hofmistryně dvorních dam (Hofdamenhofmeisterin nebo Fräuleinhofmeisterin), která směla být vdaná, ale ve většině případů byla vdovou. Z dvorních dam se vydělovaly komornice (Kammerfräulein), které měly mimořádnou důvěru císařovny a na rozdíl od jiných dvorních dam měly volný přístup až do její ložnice. Jejich symbolem byl zlatý klíč. Vyvrcholením kariéry dvorních dam byl sňatek. Při této příležitosti obdržely finanční dar, někdy dokonce doživotní penzi, v 17. století dostaly také od císařovny její portrét zasazený v diamantech. Svůj vlastní okruh dvorních dam si u vídeňského dvora vydržovala každá dospělá příslušnice arcirodiny, samozřejmostí je císařovna vdova. Obdobou dvorních dam císařovny byli císařští komorníci v mužské části dvora.

## Některé známé dvorní dámy
- Marie Boleynová (1499–1543), dvorní dáma Kateřiny Aragonské, první manželky Jindřicha VIII. Tudora, sestra jeho druhé manželky Anny Boleynové;
- Anna Boleynová (1501–1536), dvorní dáma Kateřiny Aragonské, první manželky Jindřicha VIII. Tudora, jehož druhou manželkou se po Kateřinině zapuzení stala;
- Jana Seymourová (1507/8–1537), dvorní dáma Anny Boleynové, druhé manželky Jindřicha VIII. Tudora, jehož třetí manželkou se po Annině popravě stala;
- Kateřina Howardová (1520–1542), dvorní dáma Anny Klevské, čtvrté manželky Jindřicha VIII. Tudora, jehož pátou manželkou se po Jindřichově rozvodu stala;
- Kateřina Parrová (1512–1548), dvorní dáma Marie Tudorovny, dcery Jindřicha VIII. Tudora, jehož šestou manželkou se stala po popravě páté Jindřichovy manželky Kateřiny Howardové;
- Johana z Pernštejna (1566–1631), dvorní dáma rakouské císařovny Marie Španělské;
- Amálie zu Solms-Braunfels (1602–1675), dvorní dáma manželky "zimního krále" Fridricha Falckého Alžběty Stuartovny; u ní se seznámila s Frederikem Hendrikem, pozdějším nizozemským místodržícím, jehož manželkou se stala;
- Barbara Palmerová, (1640–1709), dvorní dáma anglické královny Kateřiny z Braganzy a milenka jejího manžela krále Karla II. Stuarta;
- Nicole-Anne Constance de Montalais (1641–?), dvorní dáma na dvoře Gastona Orleánského a později dámou Henrietty Anny Stuartovny na královském dvoře
- Louise de La Vallière (1644–1710), dvorní dáma Henrietty Anny Stuartovny, milenka francouzského krále Ludvíka XIV
- Madame de Montespan (1640–1707), dvorní dáma Henrietty Anny Stuartovny, milenka francouzského krále Ludvíka XIV
- Frances Stewartová (1648–1702), dvorní dáma anglické královny Kateřiny z Braganzy;
- Sarah Churchillová, vévodkyně z Marlborough (1660–1744), dvorní dáma princezny Anny, pozdější královny Anny Stuartovny;
- Charlotte von Stein (1742–1827), dvorní dáma vévodkyně Amálie;
- Alexandra Andrejevna Šuvalovová (1775–1847), dvorní dáma carevny Alžběty Alexejevny
- Louise von Sturmfeder (1789–1866), dvorní dáma vdovy po císaři Karolíny Augusty, vychovatelka císaře Františka Josefa a jeho bratra mexického císaře Maxmiliána;
- Julie von Hauke (1825–1895), dvorní dáma carevny Marie Alexandrovny;
- Taťána Alexandrovna Jusupovová, dvorní dáma ruské carevny Marie Alexandrovny;
- Žofie Chotková (1868–1914), dvorní dáma arcivévodkyně Isabelly z Croÿ a Dülmenu, pozdější manželka následníka trůnu rakousko-uherské monarchie Františka Ferdinanda d'Este;
- Anna Alexandrovna Vyrubovová (1884–1964), dvorní dáma poslední ruské carevny, Alexandry Fjodorovny;
- Sofie Buxhoevedenová, dvorní dáma poslední ruské carevny, Alexandry Fjodorovny;
- Marie Festeticsová, dvorní dáma rakousko-uherské císařovny Alžběty

## Umělecká díla
- Dvorní dámy je název a námět známého obrazu španělského malíře Diega Velásqueze